# Simone Singh

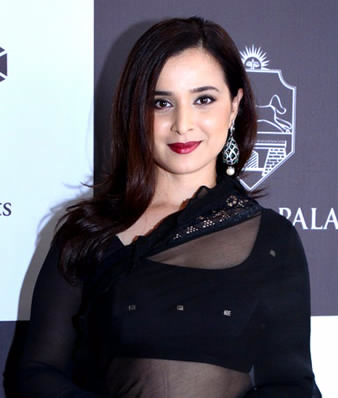
Simone Singh, Januar 2013

Simone Singh (* 10. November 1974 in Jamshedpur, Jharkhand) ist eine indische Schauspielerin.

## Biografie
Im Jahr 1995 gab Singh ihr Schauspieldebüt in der Fernsehserie Swabhimaan. Ihren Durchbruch schaffte sie mit der Hauptrolle in der Serie Heena, die zu dieser Zeit die meistgesehene Fernsehserie in Indien war. Daneben spielte sie kleine Rollen in verschiedenen Blockbustern wie in der musikalischen Romanze In guten wie in schweren Tagen (2001) und dem komödiantischen Drama Lebe und denke nicht an morgen (2003) an der Seite von Bollywoodgröße Shah Rukh Khan. Für ihre Leistung in dem dramatischen Musicalfilm Sur – The Melody of Life (2002) wurde Singh mit einem Stardust Award ausgezeichnet. In dem dramatischen Thriller Being Cyrus von 2005 war Singh in einer tragenden Rolle besetzt. Im Jahr 2009 spielte sie zuerst an der Seite von Soha Ali Khan in der Filmkomödie 99 und im selben Jahr neben einer weiteren Filmikone des indischen Films, Amitabh Bachchan, in dem Mystery-Thriller Rann. 2014 erhielt Singh neben dem Indian Telly Award auch einen Indien Television Academy Award für ihre Leistung in der Fernsehserie Ek Hasina Thi, in der sie die Rolle der mächtigen Sakshi Goenka verkörpert.
Im Jahr 2005 war Singh Jury-Mitglied der ersten International Emmy Awards.

## Filmografie
- 1995: Swabhimaan (Fernsehserie)
- 1997: Sea Hawks (Fernsehserie)
- 1998: Heena (Fernsehserie)
- 2000: Shaam Se Aankh Mein Nami Si Hai (Kurzfilm)
- 2001: In guten wie in schweren Tagen (Kabhi Khushi Kabhie Gham)
- 2002: Sur – The Melody of Life
- 2003: Lebe und denke nicht an morgen (Kal Ho Naa Ho, VT Indian Love Story)
- 2007: Delhii Heights
- 2008: Via Darjeeling
- 2009: 99
- 2010: Rann
- 2010: Marigold (Kurzfilm)
- 2014: Ek Hasina Thi (Fernsehserie)
- 2017: Haq Se: The Mirza Girls (Fernseh-Mini-Serie)
- 2019: Laal Kaptaan
- seit 2019: Four More Shots Please (Fernsehserie)

## Auszeichnungen
- 2002: Indian-Telly-Award-Nominierung als beste Hauptdarstellerin in der Serie Heena
- 2003: Indian-Telly-Award-Nominierung als beste Hauptdarstellerin in der Serie  Heena
- 2003: Stardust Award – Beste Nebendarstellerin in dem Film Sur – The Melody of Life
- 2014: Indian Telly Award – Beste Hauptdarstellerin in der Serie Ek Hasina Thi
- 2014: Indian Television Academy Award – Beste Hauptdarstellerin in der Serie Ek Hasina Thi